# 2012年岡山県知事選挙
2012年岡山県知事選挙（2012ねんおかやまけんちじせんきょ）は、2012年（平成24年）10月28日に投開票が行われた岡山県知事を選出するための選挙。

## 概要
現職の石井正弘の任期満了に伴う知事選挙。その石井は5選を目指さず今回の知事選への不出馬を表明し、知事を退任。4期16年の任期を終えた。尚、この選挙後に石井は2013年の参院選に自民党公認で岡山県選挙区から参院選への実質的な鞍替え出馬を表明している。
この知事選には、無所属で天満屋社長の伊原木隆太と岡山県議会議員で出馬に伴い民主党を離党した一井暁子、共産党推薦の大西幸一、医師の山崎俊一郎の4人が立候補を届け出た。県知事選は、これら4人の新人による対決となった。
各政党・団体の対応は、自民党と公明党、それにたちあがれ日本の3党が伊原木の推薦を決定。共産党は党推薦候補として大西を擁立。一方の民主党は、独自候補を擁立できずに、民主党系の一井や推薦願を出していた伊原木らを推薦せず、前回の知事選に続いて自主投票とした。
この他、連合岡山が伊原木を推薦している。

## 選挙データ

### 告示日
- 2012年（平成24年）10月11日

### 執行日
- 2012年（平成24年）10月28日
- 当日の投票時間帯:午前7時 - 午後8時[7]
- 期日前投票:10月12日 - 10月27日[8]

### 同日選挙
- 岡山県議会議員補欠選挙（岡山市中区選挙区、10月19日告示、一井暁子の知事選出馬に伴う議員辞職によるもの）[9]

## 立候補者
4名、届け出順
| 立候補者                               | 年齢 | 党派                                           | 新旧 | 肩書き                        |
| -------------------------------------- | ---- | ---------------------------------------------- | ---- | ----------------------------- |
| 大西幸一 （おおにし こういち）         | 72   | 無所属 （共産党 推薦）                         | 新   | 団体役員                      |
| 伊原木隆太 （いばらぎ りゅうた）       | 46   | 無所属 （自民党、公明党、たちあがれ日本 推薦） | 新   | 前天満屋社長                  |
| 一井暁子 （いちい あきこ）             | 42   | 無所属                                         | 新   | NPO法人代表、前岡山県議会議員 |
| 山崎俊一郎 （やまさき しゅんいちろう） | 46   | 無所属                                         | 新   | 医師                          |

### 選挙のタイムライン
- 2012年2月13日 - 一井が岡山県議会議員を辞職し、所属していた民主党を離党。翌14日に会見を開き、無所属での知事選出馬を表明[2]。
- 2012年6月5日 - 伊原木が県庁で会見を開き、出馬を表明[11]。
- 2012年7月3日 - 自民党が伊原木の推薦を決定[3]。
- 2012年8月10日 - 大西が会見を開き、共産党推薦での出馬を表明[5]。
- 2012年9月7日 - 公明党が伊原木の推薦を決定[4]。
  - 2012年6月5日-9月22日までの間 - たちあがれ日本が伊原木の推薦を決定[6]。
- 2012年9月23日 - 民主党岡山県連が幹事会を開き、自主投票とすることを決定[6]。
- 2012年10月1日 - 山崎が出馬を表明[12]。
- 2012年10月11日 - 告示。新人4人での争いに。
- 2012年10月28日 - 投開票。

## 選挙結果
各候補の得票率
投票率は38.64%で前回2008年の43.78%を下回った（前回比 -5.14%）。当日の有権者数は155万9984人で、投票者数は60万2770人であった。
候補者別の得票数の順位、得票数、得票率、惜敗率、供託金没収概況は以下のようになった。供託金欄のうち「没収」とある候補者は、有効投票総数の10%を下回ったため全額没収された。惜敗率は未発表のため暫定計算とした（小数3位以下四捨五入）。

### 候補者別得票数
※当日有権者数：1,559,984人 最終投票率：38.64%（前回比：-5.14pts）
| 候補者名   | 年齢 | 所属党派 | 新旧別 | 得票数    | 得票率 | 推薦・支持                             |
| ---------- | ---- | -------- | ------ | --------- | ------ | -------------------------------------- |
| 伊原木隆太 | 46   | 無所属   | 新     | 358,564票 | 60.35% | 自由民主党・公明党・たちあがれ日本推薦 |
| 一井暁子   | 42   | 無所属   | 新     | 188,089票 | 31.66% |                                        |
| 大西幸一   | 72   | 無所属   | 新     | 33,577票  | 5.65%  | 日本共産党推薦                         |
| 山崎俊一郎 | 46   | 無所属   | 新     | 13,893票  | 2.34%  |                                        |

| 順位 | 候補者名   | 得票数  | 得票率 | 惜敗率 | 供託金 |
| ---- | ---------- | ------- | ------ | ------ | ------ |
| 1    | 伊原木隆太 | 358,564 | 60.35% | ―      |        |
| 2    | 一井暁子   | 188,089 | 31.66% | 52.46% |        |
| 3    | 大西幸一   | 33,577  | 5.65%  | 9.36%  | 没収   |
| 4    | 山崎俊一郎 | 13,893  | 2.34%  | 3.87%  | 没収   |

前天満屋社長の伊原木は、地元百貨店の経営者としての知名度を生かすとともに、県政運営にも経営感覚が必要とアピール。天満屋社長時代の人脈を生かし、地元経済団体や連合岡山などの支持をとりつけたのに加え、支援を受けた自民党などの各政党の基礎票を確実にまとめ上げ、他の3候補に大差をつけて初当選を果たした。
前県議の一井は、教育改革や中山間地域の振興を訴えたが、知名度で伊原木に差をつけられる形となり、及ばなかった。大西や山崎は全県への支持を広げられなかった。